# Goggia hexapora
Goggia hexapora — вид геконоподібних ящірок родини геконових (Gekkonidae). Ендемік Південно-Африканської Республіки.

## Поширення і екологія
Goggia hexapora мешкають на північному заході Капських гір, на території Західнокапської провінції. Вони живуть в тріщинах серед скель, порослих чагарниками фінбош і реностервельд.